# Що з тобою коїться?
«Що з тобою коїться?» (рос. «Что с тобой происходит?») — радянський художній фільм 1975 року, режисера Володимира Саруханова на тему дорослішання і шкільних взаємин.

## Сюжет
Шестикласник Мітя Громов — хлопець безпосередній і незалежний. Йому не до навчання: потрібно допомогти старому конюху врятувати його коня від бойні. У цьому йому допомагають хлопці з молодших класів, а Громов у відповідь дружить з ними, як з рівними, допомагає їм налагоджувати непрості відносини з батьками. Все це призводить до нерозуміння старших, проблем в школі і, що найгірше, несхвалення матері Мітіної однокласниці Ніни, яка через хворобу залишається на другий рік. Здавалося б, не сидіти більше Ромео і Джульєтті за однією партою, але Громов так просто не здається. Він вирішує зробити все можливе, щоб теж залишитися на другий рік.

## У ролях
- В'ячеслав Баранов —  Мітя Громов
- Ольга Пономарьова —  Ніна Горчакова
- Борис Зайденберг —  Лев Іванович, директор школи
- Данута Столярська —  Олена Миколаївна, мама Міті, екскурсовод
- Ліліана Альошнікова —  мама Ніни
- Галина Орлова —  Віра Миколаївна, вчителька літератури
- Марина Гаврилко —  Клара Павлівна, вчителька алгебри
- Олександр Єфімов —  Ваня Зайченко, маленький друг Міті, математичний вундеркінд
- Олександр Дубровін —  Слава Щукін, маленький друг Міті
- Ніна Саруханова —  Маришка, маленька подруга Міті
- Олена Гнускова —  Олена Мушкіна
- Василь Агапов —  Вася Лобов
- Вадим Мадянов —  Шарапов
- Людмила Карауш —  Людмила Олександрівна Єршова, капітан міліції
- Іван Рижов —  Пал Палич, конюх Міськзелентресту
- Василь Векшин —  батько Міті, моряк закордонного плавання
- Яків Бєлєнький —  Арсен Георгійович, «столітня людина»
- Юрій Пузирьов —  батько Вані
- Маргарита Корабельникова —  мама Вані
- Олена Максимова —  Лідія Іванівна, нянечка в дитячому садку
- Зоя Толбузіна —  Зоя Олександрівна, вчителька геометрії
- Микола Погодін —  фізик, гість Ваніних батьків

## Знімальна група
- Автори сценарію: Юз Алешковський
- Режисер:  Володимир Саруханов
- Композитор: Едуард Хагагортян
- Оператор:  Петро Катаєв